# Torrice
Torrice är en ort och kommun i provinsen Frosinone i regionen Lazio i Italien. Kommunen hade 4 814 invånare (2018).